# Prunella montanella

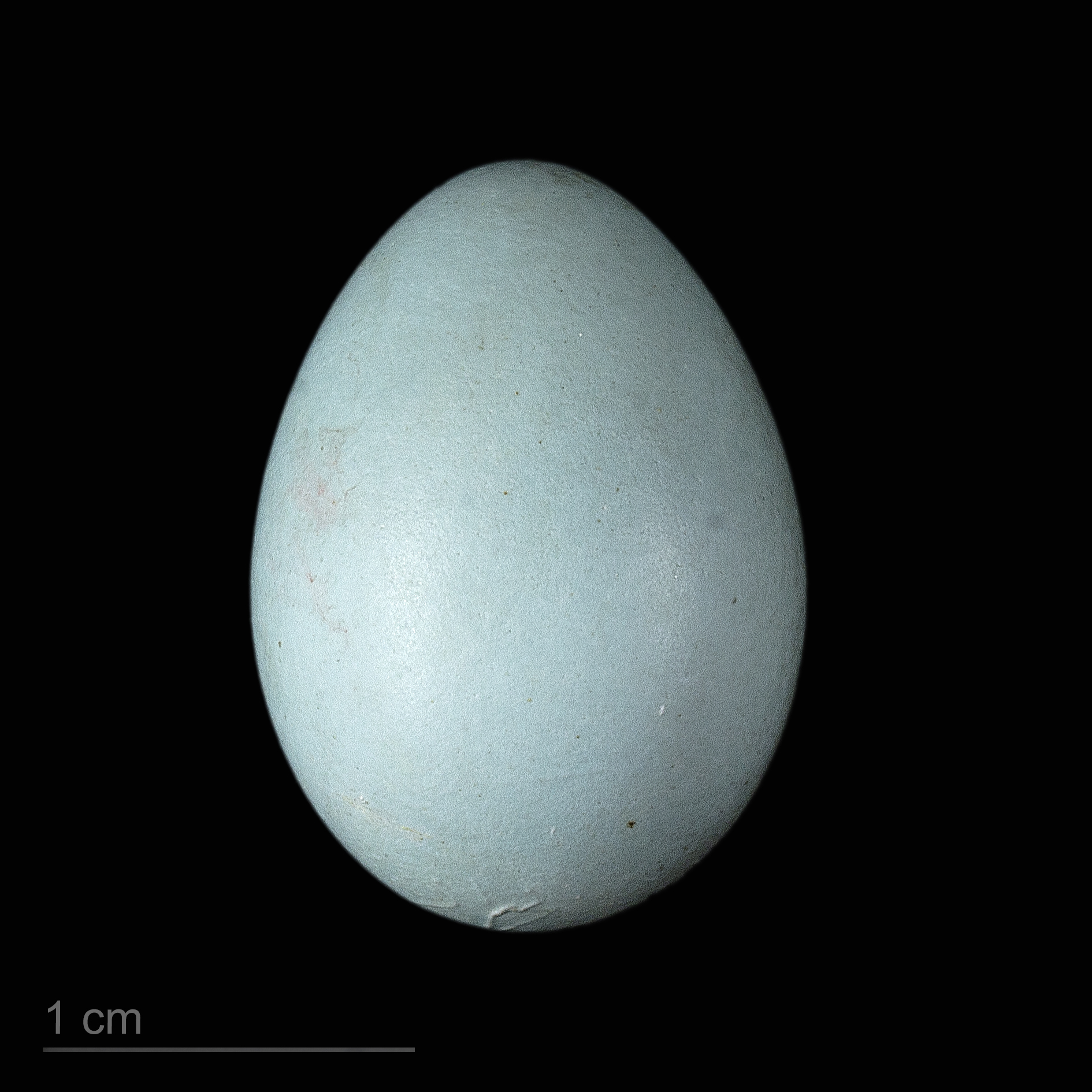
Prunella montanella

Prunella montanella là một loài chim trong họ Prunellidae.
Loài nay sinh sống và sinh sản ở miền bắc nước Nga từ dãy núi Ural về phía đông trên khắp Siberia. Đây là loài di cư, trú đông ở Triều Tiên và miền đông Trung Quốc, hiếm khi hiện diện ở Tây Âu và Tây Bắc Bắc Mỹ. Môi trường sinh sản điển hình của loài chim này là rừng rụng lá dưới đất và rừng cây lá kim mở, thường gần với nước, mặc dù loài này cũng hiện diện ở vùng núi và taiga vân sam. Chúng sinh sống trong các bụi rậm và cây bụi vào mùa đông, thường xuyên gần suối, nhưng cũng có thể được tìm thấy ở đồng cỏ khô và rừng.
Điểm nhấn của loài chim này là lông phần trên và cánh màu nâu, với vệt sáng màu hạt dẻ trên lưng và một cái đuôi và đuôi màu nâu xám. Đầu có vương miện màu nâu sẫm và một "lông mày" siêu sao dài màu vàng nhạt. Tất cả các bộ lông khá giống nhau. Tổ hình chiếc cốc mở trong bụi cây rậm rạp hoặc một cái cây mà con cái đẻ từ bốn đến sáu quả trứng màu xanh đậm bóng loáng nở trong khoảng mười ngày. Chim trưởng thành và chim con chủ yếu ăn côn trùng, thường được bắt trên mặt đất, nhưng đôi khi được lấy từ thảm thực vật. Vào mùa đông, chúng cũng có thể tiêu thụ hạt giống hoặc thức ăn gần nơi ở của con người.
Sinh sản trên một diện tích rộng lớn, loài chim này có số lượng đông và rõ ràng ổn định. Do đó, loài chim này được đánh giá là loài ít quan tâm bởi Liên minh Bảo tồn Thiên nhiên Quốc tế (IUCN), mặc dù, là một loài sinh sản ở phía bắc, chúng có thể bị ảnh hưởng bởi biến đổi khí hậu trong dài hạn. Tháng 10 và tháng 11 năm 2016 chứng kiến một dòng người chưa từng có của loài này vào Tây Âu, đến tận Vương quốc Anh.